# فرودگاه رانای
 فرودگاه رانای (به انگلیسی: Ranai Airport) (به زبان بومی: Bandar Udara Ranai) یک فرودگاه غیرنظامی و نظامی با کد یاتا NTX است که یک باند فرود آسفالت دارد و طول باند آن ۲۵۶۳ متر است. این فرودگاه در کشور اندونزی قرار دارد و در ارتفاع ۲ متری از سطح دریا واقع شده‌است.

## شرکت‌های هواپیمایی و مقصدهای پروازی
| شرکت‌های هواپیمایی | مقصدهای پروازی |
| ----------------- | -------------- |
| Sriwijaya Air     | هنگ نادیم      |
| وینگز ایر         | هنگ نادیم      |